# ساماريندرا ناث روي
ساماريندرا ناث روي (بالإنجليزية: Samarendra Nath Roy) (11 ديسمبر 1906 - 23 يوليو 19644)، عالم رياضيات أمريكي من أصل هندي، وباحث في الإحصاء التطبيقي.

## الحياة المبكرة
كان روي الابن الأكبر من بين ثلاثة أبناء لكالي ناث روي وسونيتي بالا روي. كان والده مناضلاً من أجل الحرية، ورئيس تحرير صحيفة "ذا تريبيون"، التي كانت تصدر آنذاك من لاهور. نشر روي وصحيفة "ذا تريبيون" سبع مقالات يُزعم أنها تحريضية، من 3 أبريل 1919 إلى 11 أبريل 1919، مما أدى إلى مذبحة "جاليانوالا باغ" الشهيرة التي وقعت في 13 أبريل، وحُكم على كالي ناث روي بالسجن لمدة عامين وغرامة قدرها ألف روبية.